# Lista de calçadas de Lisboa
As calçadas de Lisboa perfazem um total de 83.
| Arruamento                         | Freguesia(s)                                 | Homenageia |
| ---------------------------------- | -------------------------------------------- | --- |
| Calçada Agostinho de Carvalho      | Santa Maria Maior São Vicente                | Agostinho de Carvalho |
| Calçada Bento da Rocha Cabral      | Santo António                                | Bento da Rocha Cabral |
| Calçada da Ajuda                   | Ajuda Belém                                  | Ajuda |
| Calçada da Bica Grande             | Misericórdia                                 | |
| Calçada da Bica Pequena            | Misericórdia                                 | |
| Calçada da Boa-Hora                | Ajuda Alcântara Belém                        | Convento da Boa-Hora (Ajuda)                                                                                                |
| Calçada da Cruz da Pedra           | Penha de França São Vicente                  | Forte da Cruz da Pedra |
| Calçada da Estação                 | Campolide                                    | Estação Ferroviária de Campolide                                                                                            |
| Calçada da Estrela                 | Misericórdia Estrela                         | Basílica da Estrela (Nossa Senhora da Estrela)                                                                              |
| Calçada da Glória                  | Misericórdia Santo António Santa Maria Maior | Ermida de Nossa Senhora da Glória                                                                                           |
| Calçada da Graça                   | São Vicente                                  | Convento da Graça |
| Calçada da Ladeira                 | Penha de França                              | Nossa Senhora da Ladeira |
| Calçada da Memória                 | Ajuda Belém                                  | Memória do atentado a D. José I                                                                                             |
| Calçada da Mouraria                | Santa Maria Maior                            | Mouraria |
| Calçada da Pampulha                | Estrela                                      | |
| Calçada da Patriarcal              | Santo António                                | Santa Basílica Patriarcal                                                                                                   |
| Calçada da Picheleira              | Beato Marvila                                | Picheleira |
| Calçada da Quintinha               | Campolide                                    | Uma das quintas do Marquês de Pombal                                                                                        |
| Calçada da Rosa                    | Santa Maria Maior                            | |
| Calçada da Tapada                  | Alcântara                                    | Tapada da Ajuda |
| Calçada das Lajes                  | Penha de França                              | |
| Calçada das Necessidades           | Estrela                                      | Antiga Ermida de Nossa Senhora das Necessidades                                                                             |
| Calçada de Arroios                 | Arroios                                      | Arroios |
| Calçada de Carriche                | Lumiar Santa Clara                           | |
| Calçada de Castelo Picão           | Estrela                                      | Ponto mais elevado de uma formação rochosa (localização elevada do arruamento)                                              |
| Calçada de Dom Gastão              | Beato                                        | D. Gastão da Câmara Coutinho Pereira de Sande, 1.º Conde da Taipa                                                           |
| Calçada de Palma de Baixo          | São Domingos de Benfica                      | Palma |
| Calçada de Santa Apolónia          | São Vicente                                  | Ermida de Santa Apolónia |
| Calçada de Santa Catarina a Chelas | Beato                                        | Quinta de Santa Catarina |
| Calçada de Santana                 | Arroios                                      | Monte de Sant'Ana |
| Calçada de Santo Amaro             | Alcântara                                    | Capela de Santo Amaro |
| Calçada de Santo André             | Santa Maria Maior São Vicente                | |
| Calçada de Santo António           | Arroios Santo António                        | |
| Calçada de São Francisco           | Santa Maria Maior                            | São Francisco de Assis (Convento de São Francisco da Cidade)                                                                |
| Calçada de São Vicente             | Santa Maria Maior São Vicente                | Igreja de São Vicente de Fora                                                                                               |
| Calçada do Baltazar                | Campolide                                    | |
| Calçada do Cabra                   | Misericórdia                                 | Horta do Cabra (personagem desconhecida)                                                                                    |
| Calçada do Cardeal                 | São Vicente                                  | João da Mota e Silva (Cardeal da Mota)                                                                                      |
| Calçada do Carmo                   | Santa Maria Maior                            | Nossa Senhora do Carmo (Convento do Carmo)                                                                                  |
| Calçada do Carrascal               | Beato                                        | Quinta com carrascos |
| Calçada do Cascão                  | São Vicente                                  | João de Cascão (genro do proprietário das casas desta artéria)                                                              |
| Calçada do Combro                  | Misericórdia                                 | Cômoro ou cumeada (pequena elevação)                                                                                        |
| Calçada do Conde de Penafiel       | Santa Maria Maior                            | Manuel José de Sousa Coutinho (Correio-mor do Reino)                                                                        |
| Calçada do Conde de Pombeiro       | Arroios                                      | Palácio dos Condes de Pombeiro                                                                                              |
| Calçada do Correio Velho           | Santa Maria Maior                            | Originalmente Calçada do Correio. Edifício dos serviços de Correio (após saída do local, passou a Calçada do Correio Velho) |
| Calçada do Desterro                | Santa Maria Maior Arroios                    | |
| Calçada do Duque                   | Santa Maria Maior Misericórdia               | Pedro de Meneses, 1.º Conde de Cantanhede (proprietário de casas nesta artéria)                                             |
| Calçada do Duque de Lafões         | Beato Marvila                                | Palácio do Duque de Lafões                                                                                                  |
| Calçada do Ferragial               | Santa Maria Maior Misericórdia               | Sítio do Ferragial |
| Calçada do Forte                   | Santa Maria Maior São Vicente                | Forte de Santa Apolónia |
| Calçada do Forte da Ameixoeira     | Santa Clara                                  | Forte da Ameixoeira |
| Calçada do Galvão                  | Ajuda Belém                                  | António José Galvão (Secretário de Estado dos Neg. Estrangeiros e da Guerra)                                                |
| Calçada do Garcia                  | Santa Maria Maior Arroios                    | |
| Calçada do Grilo                   | Beato                                        | Sítio do Grilo (origem rural)                                                                                               |
| Calçada do Jogo da Pela            | Santa Maria Maior                            | Jogo da péla |
| Calçada do Lavra                   | Arroios Santo António                        | Manuel Lopes do Lavre |
| Calçada do Livramento              | Estrela                                      | Convento do Livramento (Nossa Senhora do Livramento)                                                                        |
| Calçada do Marquês de Tancos       | Santa Maria Maior                            | Palácio do Marquês de Tancos                                                                                                |
| Calçada do Menino Deus             | Santa Maria Maior                            | Igreja do Menino Deus |
| Calçada do Mirante à Ajuda         | Ajuda                                        | |
| Calçada do Moinho de Vento         | Arroios Santo António                        | |
| Calçada do Monte                   | São Vicente                                  | Monte de São Gens |
| Calçada do Olival                  | Beato                                        | |
| Calçada do Perdigão                | Marvila                                      | Quinta do Perdigão (Manuel Sequeira Perdigão)                                                                               |
| Calçada do Picadeiro               | Lumiar                                       | Picadeiro do Parque do Monteiro-Mor                                                                                         |
| Calçada do Poço                    | Lumiar Santa Clara                           | |
| Calçada do Poço dos Mouros         | Penha de França                              | |
| Calçada do Sacramento              | Santa Maria Maior                            | Igreja do Santíssimo Sacramento                                                                                             |
| Calçada do Teixeira                | Beato                                        | |
| Calçada do Tijolo                  | Misericórdia                                 | |
| Calçada do Tojal                   | Benfica                                      | Lugar do Tojal |
| Calçada dos Barbadinhos            | São Vicente                                  | Convento dos Barbadinhos |
| Calçada dos Cesteiros              | São Vicente                                  | |
| Calçada dos Mestres                | Campolide                                    | Mestres de obra do Aqueduto das Águas Livres                                                                                |
| Calçada dos Sete Moinhos           | Campolide                                    | Lugar dos Sete Moinhos |
| Calçada dos Vinagreiros            | Marvila                                      | |
| Calçada Engenheiro Miguel Pais     | Santo António Misericórdia                   | Miguel Pais |
| Calçada Ernesto Silva              | Ajuda                                        | Ernesto Silva |
| Calçada Marquês de Abrantes        | Estrela Misericórdia                         | Palácio do Marquês de Abrantes                                                                                              |
| Calçada Nova de São Francisco      | Santa Maria Maior                            | São Francisco de Assis (Convento de São Francisco da Cidade)                                                                |
| Calçada Nova do Colégio            | Arroios                                      | |
| Calçada Ribeiro Santos             | Estrela                                      | José António Ribeiro Santos                                                                                                 |
| Calçada Salvador Correia de Sá     | Misericórdia                                 | Salvador Correia de Sá |